# Aleksandra Rodionowa
Aleksandra Wasiljewna Rodionowa (ros. Александра Васильевна Родионова; ur. 2 stycznia 1984 w Bracku) – rosyjska saneczkarka, dwukrotna medalistka mistrzostw świata.

## Kariera
Pierwszy medal w karierze wywalczyła w 2015 roku, kiedy wspólnie z Aleksandrem Trietjakowem, Nadieżdą Palejewą, Mariją Orłową, Aleksandrem Kasjanowem i Iłwirem Chuzinem zajęła trzecie miejsce w zawodach drużynowych podczas mistrzostw świata FIBT w Winterbergu. Jest to jedyny medal wywalczony przez nią na międzynarodowej imprezie tej rangi. Była też między innymi dziewiąta na saneczkarskich mistrzostwach świata w Cesana Torinese w 2011 roku. W 2006 roku wziął udział w igrzyskach olimpijskich w Turynie, zajmując czternaste miejsce w jedynkach. Brała także udział igrzyskach olimpijskich w Vancouver w 2010 roku, gdzie rywalizację w tej konkurencji ukończyła na szóstej pozycji.